# Dores de Campos
Dores de Campos is een gemeente in de Braziliaanse deelstaat Minas Gerais. De gemeente telt 9.821 inwoners (schatting 2009).

## Aangrenzende gemeenten
De gemeente grenst aan Barroso, Carandaí en Prados.